# لوثر مور
لوثر مور (بالإنجليزية: Luther Moore)‏ هو سياسي أمريكي، ولد في 14 أغسطس 1821، وتوفي في 14 يناير 1892. انتخب عضو مجلس نواب مين.